# 20580 Marilpeters
20580 Marilpeters è un asteroide della fascia principale. Scoperto nel 1999, presenta un'orbita caratterizzata da un semiasse maggiore pari a 2,3739613 UA e da un'eccentricità di 0,1947468, inclinata di 3,12497° rispetto all'eclittica.